# Theodor Fenger
Rasmus Theodor Fenger (født 2. november 1816 på Christianshavn, død 2. februar 1889 i Hvedstrup) var en dansk præst, bror til P.A., C.E. og J.F. Fenger.
Fenger blev student 1833, cand. theol. 1839, hvorefter han levede som lærer i København, kun afbrudt 1843-44, da han var i Rom som lærer for Thorvaldsens dattersøn.
1845 begyndte han sammen med C.J. Brandt udgivelsen af Dansk Kirketidende, hvilken virksomhed blev afbrudt, da han 1853 blev sognepræst for Åle og Tørring i Aarhus Stift.
1863 blev han sognepræst for Hyllested, Venslev og Holsteinsborg på Sjælland og 1872 for Hvedstrup og Fløng ved Roskilde, i hvilket embede han døde.
Sammen med C.J. Brandt udgav han de 3 første bind af Christiern Pedersens danske skrifter (1850-53); han var medlem af det udvalg, der udarbejdede det første autoriserede tillæg til Roskilde Konvents Salmebog.